# Liste der Monuments historiques in Stains
Die Liste der Monuments historiques in Stains führt die Monuments historiques in der französischen Gemeinde Stains auf.

## Liste der Bauwerke
| Bezeichnung                       | Beschreibung | Standort              | Kennzeichnung | Schutzstatus | Datum | Bild           |
| --------------------------------- | ------------ | --------------------- | ------------- | ------------ | ----- | -------------- |
| Château de la Motte (Schloss)     |              | (Lage)                | PA00079962    | Inscrit      | 1933  | weitere Bilder |
| Kirche Notre-Dame-de-l’Assomption |              | 16, rue Carnot (Lage) | PA00079963    | Inscrit      | 1984  | weitere Bilder |
| Hôtel de Ville                    |              | (Lage)                | PA00079964    | Inscrit      | 1928  |                |

## Liste der Objekte
- Monuments historiques (Objekte) in Stains in der Base Palissy des französischen Kultusministeriums